# Pierre Gardel
Pierre-Gabriel Gardel (Nancy, 4 febbraio 1758 – Parigi, 18 ottobre 1840) è stato un danzatore e coreografo francese, fratello di Maximilien Gardel.

## Biografia
Entrato alla Scuola di danza dell'Opéra di Parigi nel 1774, fu allievo di suo fratello. Nominato primo ballerino nel 1780, dovette rinunciare alla carriera per ragioni di salute e venne nominato maître de ballet in seguito alla morte di suo fratello nel 1787.
Assistito da Louis Milon, Gardel gestì il Balletto dell'Opéra di Parigi per quarant'anni, preservandolo dagli sconvolgimenti della Rivoluzione francese. Proprio in questi anni Gardel mise in scena tre dei suoi capolavori: Télémaque e  Psyché, entrambi del 1790 su musica di Ernest Miller, padre di Marie Miller, ballerina che diventerà sua moglie.  Le Jugement de Pâris del 1793, su musica di Étienne Nicolas Méhul, un musicista molto famoso all'epoca.
Coreografo di talento, entusiasmò il pubblico dalle sue prime creazioni del 1790 fino a quelle poco prima del suo ritiro nel 1829, anno in cui apparve per l'ultima volta sulle scene in un minuetto con Maria Taglioni.
Molto famoso all'epoca fu il balletto Dansomanie, andato in scena il 14 giugno 1800 con i massimi interpreti dell'epoca: Auguste Vestris, Marie Miller e lo stesso Gardel. Fu un vero trionfo e venne rappresentato moltissime volte nei primi anni dell'Ottocento. Ciò che piacque particolarmente alle platee era il clima ironico e scherzoso del balletto.
Gardel ufficialmente si ritirò dalla direzione dell'Opéra nel 1820 anche se poi continuò a collaborare con il teatro fino al 1829. Il coreografo che gli succedette fu Jean-Pierre Aumer.
Tra gli allievi famosi di Gardel vi è Carlo Blasis.
Uno dei meriti di Gardel è di essere riuscito a fondere la danza con la pantomima in modo equilibrato, pur lasciando che la danza avesse la supremazia. Era un vero perfezionista e le sue coreografie erano molto curate.

## Alcune opere
- 1790: Télémaque dans l'île de Calypso
- 1790: Psyché
- 1793: Le Jugement de Pâris
- 1800: Dansomanie
- 1804: Achille à Scyros
- 1816: L'Enfant prodigue, Académie Royale de Musique di Parigi con Auguste Vestris
- 1818: La Servante justifiée